# Patrimoni dell'umanità dell'Afghanistan
I patrimoni dell'umanità dell'Afghanistan sono i siti dichiarati dall'UNESCO come patrimonio dell'umanità in Afghanistan.

## Siti

### Patrimonio mondiale
| Foto | Sito                                                           | Tipo                                | Anno | Descrizione |
| ---- | -------------------------------------------------------------- | ----------------------------------- | ---- | --- |
|      | Minareto e resti archeologici di Jam                           | Culturale (211; ii, iii, iv)        | 2002 | Minareto che raggiunge un'altezza di 65 metri, situato nella valle fluviale della provincia di Ghur: è realizzato in mattoni con un'iscrizione in piastrelle blu nella parte centrale.. |
|      | Panorama culturale e resti archeologici della Valle di Bamiyan | Culturale (208; i, ii, iii, iv, vi) | 2003 | Complesso di edifici religiosi buddisti e fortificazioni islamiche realizzate tra il I e il XIII secolo. Nel 2001 i talebani distrussero i cosiddetti Buddha di Bamiyan.                |